# Columbiaville
Columbiaville es una villa ubicada en el condado de Lapeer en el estado estadounidense de Míchigan. En el Censo de 2010 tenía una población de 787 habitantes y una densidad poblacional de 266,31 personas por km².

## Geografía
Columbiaville se encuentra ubicada en las coordenadas 43°9′20″N 83°24′17″O / 43.15556, -83.40472. Según la Oficina del Censo de los Estados Unidos, Columbiaville tiene una superficie total de 2.96 km², de la cual 2.19 km² corresponden a tierra firme y (25.94%) 0.77 km² es agua.

## Demografía
Según el censo de 2010, había 787 personas residiendo en Columbiaville. La densidad de población era de 266,31 hab./km². De los 787 habitantes, Columbiaville estaba compuesto por el 95.17% blancos, el 0% eran afroamericanos, el 0.38% eran amerindios, el 0.13% eran asiáticos, el 0% eran isleños del Pacífico, el 2.54% eran de otras razas y el 1.78% pertenecían a dos o más razas. Del total de la población el 4.57% eran hispanos o latinos de cualquier raza.